# Rockbitch
Rockbitch était un groupe de metal majoritairement féminin, constitué d'expatriés britanniques, qui avait la particularité d'incorporer à ses prestations scéniques des actes sexuels et des rituels païens. 

## Histoire
Rockbitch a été formé en 1984, d'abord sous le nom de Cat Genetica, par la bassiste Amanda Smith-Skinner (dite « The Bitch ») et le guitariste Tony Skinner (dit « The Beast »). Le groupe a été renommé Red Abyss (en 1989), puis Rockbitch (à l'arrivée de Joanne Heeley à la batterie), recrutant de nouveaux membres au sein de la communauté féministe, matriarcale, polyamoureuse et païenne dont Smith-Skinner faisait partie. La composition a varié au fil des ans, avec notamment l'inclusion de « Luci the Stage Slut », « The Haema-Whore », ou encore Kali et Erzulie les « Sex Magik Priestesses » (prêtresses magiques sexuelles). Ces dernières intervenaient comme artistes de performances sexuelles, et également en tant qu'équipe de tournage de type « gonzo », captant des images de la scène en gros plan pour les projeter simultanément sur le mur à l'arrière lors des représentations. Elles assuraient également la projection de vidéos artistiques pré-enregistrées sur des thèmes liés aux chansons — évoquant notamment les mutilations génitales féminines, les troubles alimentaires, la dysmorphophobie corporelle et les tabous concernant les menstruations. 
Musicalement, Red Abyss a d'abord puisé ses influences dans le jazz, le funk et le rock, la voix de la chanteuse Julie Worland étant principalement inspirée par Janis Joplin. Par la suite, la musique s'est orientée vers des sonorités plus dures issues du punk-rock et du heavy-metal.   
Le groupe a fait des tournées en Allemagne, en France, en Suisse, aux Pays-Bas, en Suède, au Danemark, au Royaume-Uni (mais a été interdit dans des salles en Écosse), en Italie, en Espagne, en Finlande, en Slovénie, en République tchèque et en Estonie, ainsi qu'une tournée promotionnelle au Canada. 
Rockbitch a acquis une réputation controversée en effectuant sur scène des actes sexuels réels (non simulés), incluant fist-fucking et ondinisme, mais aussi en invitant ouvertement des membres du public dans un but sexuel, par le rituel du « golden condom » (la capote d'or) : lors des concerts, un préservatif était jeté dans le public, et quiconque l'attrapait (homme ou femme) était ensuite invité en coulisses pour avoir des relations sexuelles avec un ou plusieurs membres du groupe. 
Les membres du groupe vivaient ensemble en communauté polyamoureuse dans une maison en France,. 
Rockbitch a beaucoup tourné de la fin de 1998 à 2002, rencontrant une résistance croissante de la part des autorités, en particulier des conseils municipaux anglais, allemands et norvégiens, qui ont souvent interdit leurs concerts, même en l'absence de fondements juridiques pouvant justifier une telle interdiction. Le groupe a souvent été obligé de trouver des lieux alternatifs pour se produire. 
Après un événement à Almelo, aux Pays-Bas, TVAmsterdam a organisé un concert à Zaandam, enregistrant l'expérience et insérant des séquences supplémentaires pour créer le documentaire Bitchcraft. 
Lisa « Babe » Wills a déclaré en 2002 : « Rockbitch n'avait aucun problème avec les gars qui venaient pour mater des seins, car ils faisaient partie du public, il y avait toujours d'autres personnes qui voyaient le sens plus profond, et ces deux catégories de personnes passaient un bon moment. Dans l'ensemble ça produisait une bonne ambiance. » 
La composition de Rockbitch est devenue entièrement féminine en 2000, après que le guitariste d'origine Tony « The Beast » Skinner a cessé de jouer pour s'occuper de la direction et de la production. Lisa « Babe » Wills a alors pris la place de guitariste soliste, tandis que Luci, auparavant « Stage Slut » (une des danseuses nues et intermédiaires sexuelles entre le groupe et le public), a repris la guitare rythmique. 
En 1997, Rockbitch a fait les gros titres des tabloïds après avoir joué dans une école pour enfants pré-adolescents, bien que pour ce concert le groupe s'était renommé « Rocky Beaches », portait des vêtements décents et chantait des chansons non sexuelles,. 

## Activisme
Les membres de Rockbitch ont prêté leurs voix à des revendications sur des questions féminines et sexuelles, ont remporté le prix annuel du Sex Maniacs Ball (désormais Night of the Senses) fondé par Tuppy Owens, ont exprimé leur admiration pour les icônes de la politique sexuelle telles qu'Annie Sprinkle et Betty Dodson, et ont plus généralement prôné une sexualité féminine ouverte en tant que composante saine de la nature humaine. Dans le prolongement de la déclaration féministe des années 1970 selon laquelle « le personnel est le politique », elles ont déclaré qu'aucun mouvement féministe n'était complet sans que la sexualité féminine soit réexaminée, redéfinie et exprimée sous quelque forme que ce soit par les femmes elles-mêmes. Elles considéraient la musique rock comme le moyen idéal pour le faire, car celle-ci avait été pendant longtemps l'arène de l'expression de la sexualité masculine, tandis que le corps des femmes était souvent réduit à une épice marketing pour ajouter de l'intérêt à un produit, plutôt qu'une source d'autonomisation personnelle,. 

## Dissolution
Après la sortie de son premier album studio, Motor Driven Bimbo, Rockbitch a été de plus en plus poussé à censurer ses performances scéniques par sa maison de disques. Le groupe a refusé et a réussi à négocier une libération de son contrat. 
Un deuxième album, intitulé Psychic Attack, d'influence gothique, a été composé mais n'est jamais sorti. 
Le groupe a pris soin de ne jamais enfreindre aucune loi locale ou nationale concernant le contenu de ses spectacles. Pourtant ceux-ci se sont heurtés à l'attention continue de la police britannique vis-à-vis des thèmes et performances à caractère sexuel, et à l'opposition des conseils municipaux à leurs spectacles réservés aux adultes. Des pressions sournoises ont été exercées sur les propriétaires de salles relativement aux licences de vente de boissons alcoolisées, aboutissant souvent à une impossibilité pour le groupe de se produire — même lorsque le propriétaire de la salle y était favorable. Ainsi, des tournées étaient organisées mais ensuite de nombreuses dates étaient annulées seulement quelques jours à l'avance. Les multiples problèmes que cela générait et la frustration accumulée ont conduit Rockbitch à cesser de se produire sur scène en 2002. 
Rockbitch a fait l'objet de plusieurs documentaires et est apparu dans de nombreuses émissions de télévision. Entre autres, Rockbitch a fait l'objet d'un documentaire de 30 minutes sur BBC Choice en 2002. Un autre documentaire d'une heure a été diffusé au Royaume-Uni sur Channel 5 en 2003. Le réalisateur primé Norman Hull a réalisé This is Rockbitch en 2003. 
En 2005, l'ensemble des membres de Rockbitch au moment de sa séparation est réapparue sous le nom de MT-TV. Il s'agissait d'un projet uniquement musical — sans sexe ou nudité — mais incorporant des éléments de théâtralité et exprimant des commentaires politiques socio-sexuels au travers des paroles de chansons. Après une tournée au Royaume-Uni à l'été 2005, cette nouvelle formation s'est produite à travers les États-Unis. La première partie de la tournée aux États-Unis a fait l'objet du documentaire Shevolution, publié en DVD par Blackwing Films en 2006. 
La vidéo la plus récente impliquant les membres de Rockbitch / MT-TV est un documentaire suédois sorti en 2017 sur la montée en popularité de la sorcellerie et ses relations avec les milieux féministes. C'est la première équipe de tournage autorisée à montrer l'intérieur de la communauté depuis la fin des spectacles de Rockbitch. Le documentaire, comprenant un entretien avec Lisa « Babe » Wills, inclut un récapitulatif de leur carrière musicale et donne un aperçu de leurs racines, mêlant paganisme et sorcellerie, explorant en quoi celles-ci ont imprégné leur musique.
Amanda et Jo ont ensuite formé le groupe Syren avec la chanteuse et compositrice Erin Bennett, qui a rejoint la communauté Rockbitch en 2006. En 2012, Jo a succombé à un cancer du sein. Amanda a abandonné sa carrière musicale peu de temps après. Erin Bennett a ensuite continué en tant qu'artiste solo avec un groupe d'accompagnement comprenant quelques anciens membres de Rockbitch, abandonnant le nom Syren et se produisant sous le nom Erin Bennett and the EB Band. Par la suite, le groupe a complètement remanié son identité et se produit désormais sous le nom EBB, dans un registre prog-rock. 
Julie, la chanteuse de Rockbitch, poursuit sa carrière musicale sous le nom de Krow, créant de la musique hard dance dans le style de Noise Terror Punk EDM. (Elle figure également dans le documentaire suédois mentionné ci-dessus.) 

## Composition

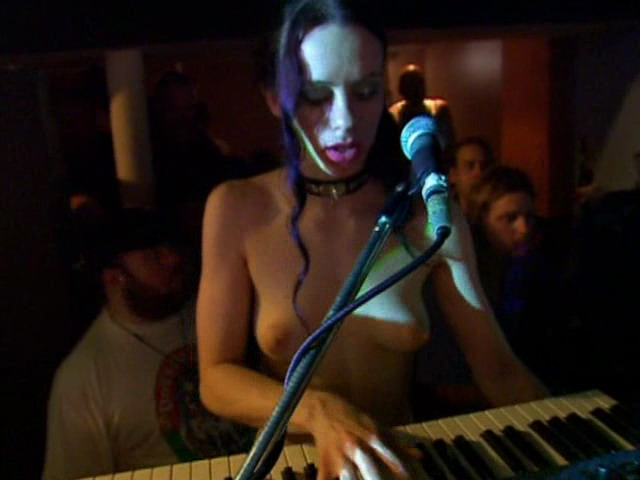
Nikki Fay

La composition du groupe était la suivante : 
- Julie Worland : Chanteuse et perfor(m)atrice de fist-fucking
- Amanda Smith-Skinner (« The Bitch ») : bassiste
- Tony Skinner (« The Beast ») : guitariste rythmique sur Motor Driven Bimbo et producteur des deux albums studio
- Lisa Wills (« Babe ») : guitariste soliste, choriste (également administratrice du site Internet)[15]
- Nikki Fay : piano, flûte[16]
- Joanne Heeley (2 novembre 1972 – 11 janvier 2012) : batterie
- « Luci » : guitariste rythmique (à partir de 2000, auparavant danseuse et « performeuse » sexuelle)
- « Chloé » : danseuse et « performeuse » sexuelle
- « Kali » (Suna Dasi) : danseuse et « performeuse » sexuelle
- « Erzulie » (Martina) : danseuse et « performeuse » sexuelle

## Discographie / Vidéographie
- Luci's Love Child (1992) (Eurock) (sous le nom Red Abyss)
- Rockbitch Live In Amsterdam (1997) (Crystal Rock Syndicate – doCD)
- Bitchcraft (1997) — extraits de concert et documentaire, sortie par la suite en DVD, non diffusé aux États-Unis ou au Japon
- The Bitch O'Clock News (1998) — reportages et clips vidéo, réalisé pour le marché des États-Unis et du Japon
- Motor Driven Bimbo (1999) (Steamhammer)
- Psychic Attack (2002) (inédit)
- Sex, Death and Magick (2002) — extraits de concert et vidéo documentaire
- This is Rockbitch (2003) — vidéo documentaire